# Дивин (Житомирський район)
Диви́н — село в Україні, у Брусилівській селищній територіальній громаді Житомирського району Житомирської області. Населення становить 324 особи (2001).

## Історія
Згадується ще в 1240 році, в часи занепаду Києво-Руської Держави і входження більшості її земель у залежність від правителів Орди.
Після виходу земель Подніпров'я, Київської Русі-України з-під ординського впливу Дивин потрапив до складу земель Великого князівства Литовського і Речі Посполитої, потім до складу земель у відомстві Держави Війська Запорізького і врешті-решт до складу одної з губерній Малоросії — Київської у складі Російської імперії.
До Української революції 1917 року село знаходилося у складі Радомисльського повіту Київської губернії Російської імперії.
До 28 липня 2016 року — адміністративний центр Дивинської сільської ради Брусилівського району Житомирської області.

## Відомі люди
- Утвенко Олександр Іванович — радянський військовий діяч, генерал-лейтенант (17 січня 1944 р.).
- Утвенко Петро Дементійович — український цілитель.